# Geliebt in alle Ewigkeit
Geliebt in alle Ewigkeit ist eine US-amerikanische Filmbiografie von George Sidney aus dem Jahr 1956. Der Film schildert das kurze Leben des Jazzpianisten und Bandleaders Eddy Duchin (1910–1951). Das Drehbuch basiert auf einem Roman von Leo Katcher. In Deutschland hatte der Film am 28. September 1956 seine Kino-Premiere.

## Handlung
Eddy Duchin, Absolvent der Massachusetts School of Pharmacy, kommt in den späten 1920er Jahren nach New York City. Der Bandleader Leo Reisman hat ihm einen Job als Pianist in seinem Orchester in dem Nachtlokal Central Park Casino angeboten. Doch im Moment kann Leo Eddy nicht einstellen. Der enttäuschte Eddy sitzt am Klavier und beginnt zu spielen; dabei zieht er die Aufmerksamkeit von Marjorie Oelrichs auf sich, die Leo überredet, für sie als Pianist zu arbeiten. Marjorie amüsiert sich über Eddys Streben nach Anerkennung. Seine Aufführungen beginnen, immer besser zu werden, was Eddy anspornt.
Auf einem Parteitag soll er, aufgefordert von Marjories Tante und Onkel, den Wadsworths, aufspielen, was Eddy für einen sozialen Aufstieg hält. Auch hier wird sein Talent anerkennend aufgenommen, seine gesellschaftliche Bedeutung als Pianist wächst. Marjorie verliebt sich in Eddy. Eddys Eltern kommen zu Besuch, Marjorie führt sie zum Dinner aus und fragt danach Eddy, ob er sie heiraten wolle. In der Hochzeitsnacht kommt ein Sturm auf. Marjorie erzählt Eddy von einem Albtraum, in dem der Wind ihr Eddy wegnimmt. Zu Weihnachten bekommt das Ehepaar Zuwachs, Marjorie bringt Sohn Peter zur Welt. Doch die Geburt verläuft nicht ohne Komplikationen, und Marjorie stirbt. Eddy ist verbittert und macht Peter für den Tod Marjories verantwortlich. Er gibt den Jungen den Wadsworths zur Pflege und verlässt die Stadt. Nach fünf Jahren wirft Lou Sherwood, Eddys Freund und Manager, ihm vor, Peter zu vernachlässigen. Eddy kehrt nach New York zurück, das Wiedersehen mit seinem Sohn verläuft angespannt.
Die USA treten in den Zweiten Weltkrieg ein. Eddy wird Funker an Bord eines Kriegsschiffes. Als das Schiff zur Reparatur in einem Dock liegt, entdeckt Eddy ein altes Klavier und beginnt zu spielen. Ein kleiner Junge gesellt sich zu ihm, Eddy bringt ihm das Spielen bei. Die Freude des Jungen erwecken in Eddy die Sehnsucht nach seinem Sohn. Nach Kriegsende kehrt Eddy wieder nach New York zurück, um ein Haus für sich und Peter zu erstehen. Peter, seinem Vater gegenüber zurückhaltend, hat eine starke Bindung zu der jungen Engländerin Chiquita. Chiquita lebt bei den Wadsworths, nachdem ihre Eltern im Krieg gestorben sind. Zuerst sind sich Eddy und Chiquita nicht einig, doch Chiquita bringt beide dazu, zusammen Klavier zu spielen, was Peter stolz macht.
Nach einem Auftritt im Waldorf Astoria, der mit standing ovations endete, bemerkt Eddy Schmerzen in seiner Hand. Bei einer Untersuchung wird Leukämie diagnostiziert. Nur Lou erfährt davon. Chiquita, die sich in Eddy verliebt hat, will zurück nach England, weil sie glaubt, ihre Liebe würde bei Eddy nicht auf Gegenliebe stoßen. Eddy will, dass sie bleibt, doch bringt er es nicht über sich, ihr von seiner Krankheit zu erzählen. Er rennt aus dem Haus, Chiquita folgt ihm. Er erzählt ihr, dass er sie liebe, aber nur noch ein Jahr zu leben habe. Chiquita gesteht ihm ebenfalls ihre Liebe und will ihn heiraten. Peter ist darüber begeistert, doch Eddy ist verzweifelt, dass er seinem Sohn nicht die Wahrheit über seinen Gesundheitszustand sagen kann. Bei einem Spaziergang im Park erzählt er ihm dann doch, dass er sterben wird. Zu Hause spielen beide ein Duett, bis Peter zu weinen beginnt. Eddy spielt alleine weiter, bis er vor Schmerzen nicht mehr kann. Peter spielt alleine.

## Kritiken
„Eine opulente, optisch und musikalisch anspruchsvoll aufbereitete Filmbiografie, die freilich allzu sehr auf die Tränendrüsen drückt, ohne die menschliche Tragik wirklich deutlich zu machen.“

„Anrührende Biografie des 1951 verstorbenen Jazzpianisten.“

## Auszeichnungen
Oscarverleihung 1957
- Nominierung in der Kategorie Beste Originalgeschichte für Leo Katcher
- Nominierung in der Kategorie Beste Filmmusik für George Duning und Morris Stoloff als Orchesterleiter und Dirigent
- Nominierung in der Kategorie Beste Farbkamera für Harry Stradling
- Nominierung in der Kategorie Bester Ton für John P. Livadary

Weitere Nominierungen
- 1957 Nominierung für den WGA Award der Writers Guild of America für Samuel A. Taylor
- 1957 Nominierung für den DGA Award der Directors Guild of America für George Sidney

## Hintergrund
Die Produktion der Columbia Pictures spielte in den USA 5,3 Millionen US-Dollar ein und war damit einer der Kassenschlager der Filmsaison.
Für die Rolle der Marjorie wurden Eve Marie Saint und Joan Fontaine zu Probeaufnahmen eingeladen. Regisseur George Sidney vergab die Rolle an die jüngere Kim Novak. Für die gebürtige Australierin Victoria Shaw war es die zweite Rolle in einem Kinofilm. Der zur Drehzeit 6 Jahre alte Mickey Maga stand schon zum dritten Mal vor der Kamera. Gloria Holden, die Darstellerin von Eddys Mutter, drehte noch zwei Filme und zog sich 1958 von der Filmindustrie zurück.
Kostüm-Designer des Films war Jean-Louis. Ton-Ingenieur John P. Livadary, für diesen Film für den Oscar nominiert, hatte den Oscar dreimal zuvor gewonnen, zudem wurde er mit vier Spezial-Oscars für technische Errungenschaften ausgezeichnet. Als Produktions-Assistent arbeitete Curtis Harrington mit.

## Soundtrack
- Manhattan – von Richard Rodgers
- Brazil – von Ary Barroso
- Ain’t She Sweet – von Milton Ager und Jack Yellen
- Nocturne Opus 9, Nr. 2 in E Dur – von Frédéric Chopin
- Exactly Like You – von Jimmy McHugh und Dorothy Fields
- Shine On, Harvest Moon – von Nora Bayes und Jack Norworth
- Will You Love Me in December as You Do in May? – von Ernest Ball und James J. Walker
- Body and Soul – von Johnny Green
- Dizzy Fingers – von Zez Confrey
- Brautchor aus der Oper Lohengrin – von Richard Wagner
- You’re My Everything – von Harry Warren, Mort Dixon und Joe Young
- Rock-a-Bye Baby – von Effie I. Canning
- Chopsticks – von Euphemia Allen
- Ungarische Rhapsodie Nr. 2 – von Franz Liszt
- Smiles – von Lee S. Roberts
- On the Sunny Side of the Street – von Jimmy McHugh und Dorothy Fields
- Let’s Fall in Love – von Harold Arlen
- La vie en rose – von Louiguy